# Catharose de Petri
Catharose de Petri, procedente de la misma corriente de pensamiento que Jan van Rijckenborgh (1896-1968) y cofundadora con él del Lectorium Rosicrucianum, su obra se ha centrado particularmente en la elaboración del método iniciático gnóstico para el tiempo presente y en el desarrollo de la Escuela de la Rosacruz Áurea y de su enseñanza.
Sus 40 años de colaboración con Jan van Rijckenborgh se han traducido en numerosos escritos nacidos de la experiencia común del Camino Liberador.

## Una extraña en este mundo
Catharose de Petri nació en 1902, en Róterdam, y su nombre social fue Henny Stok-Huyser. Poco se conoce de los primeros años de su vida, pues era extremadamente discreta y hablaba poco de sí misma, pero lo que se sabe con seguridad es que desde muy joven fue consciente de tener una importante misión espiritual en su vida. 
Ya a la edad de ocho años, Hendrikje (Henny) Huizer se ocupaba intensamente de cuestiones existenciales sobre el ser humano, preguntándose, por ejemplo, acerca del objetivo de la vida del hombre aquí en la Tierra y de la verdadera esencia de esa vida. Educada en el seno de una familia reformista que se dedicaba a la construcción de buques, su sed de conocimiento interior no fue comprendida en su entorno. Tampoco la instrucción que recibió de un predicador de la citada iglesia le proporcionó las respuestas que buscaba.
Tras la educación escolar, trabajó como administrativa. Pero aquí también sufrió mucho al no poder compartir con nadie su mundo interior. Por ello, ante sus amigos y colegas frecuentemente se sintió extraña e incomprendida. Con el paso de los años, la llamada interior se fue manifestando con impulsos cada vez más definidos, a la par que en su corazón resonaba con mayor claridad la pregunta: “¿Cuál es la razón fundamental de mi vida?”
En 1929 contrajo matrimonio con H. J. Stok, quien la puso en contacto con la Nederlanse Rozekruisers Genootschap, sección holandesa de la Fraternidad Rosacruz de Max Heindel.

## Encuentro con los hermanos Leene
Catharose de Petri, al principio, no tenía ningún interés en afiliarse a la Fraternidad Rosacruz, aunque su esposo ya era miembro de la misma. Opinaba que las organizaciones de ese tipo traerían consigo inevitablemente errores y enredos, hacia los que sentía una profunda aversión. En su opinión, el afiliarse a alguna organización sería un obstáculo para la armonía interior y la impasibilidad que son necesarias para realizar un camino espiritual. No obstante, ante la insistencia de su esposo, aceptó entrevistarse con los hermanos Jan Leene y Zwier Willem (Wim) Leene. Ambos hermanos habían ingresado en la Rozekruisers Genootschap en 1924 y habían adquirido enseguida una posición dirigente en ella.
Durante la conversación, el humilde y sin embargo vigoroso comportamiento de Jan Leene la conmovió tanto que cambió de opinión y se adhirió al idealista círculo de amigos de los hermanos Leene. Sus últimas dudas se disiparon cuando Wim Leene, con total sencillez, le dijo: “Si juntamos nuestros corazones, nuestro fuego se inflamará con mucha mayor intensidad”.
Con los hermanos Leene comenzó una intensa búsqueda espiritual, que les condujo a la creación de una Asociación independiente. Tras la muerte de Wim Leene, el 9 de marzo de 1938, Catharose de Petri entró a formar parte del Consejo de Administración de la Asociación, que de este modo quedó formado por Jan Leene, ella misma, su esposo H. J. Stok y A. M. Verhoog.

## La Fraternidad de los Cátaros
Jan van Rijckenborgh y Catharose de Petri se sentían espiritualmente muy vinculados con la epopeya de los Cátaros. Etéricamente buscaban en las grutas de Ussat-Ornolac, en el valle del Ariège en el Sur de Francia, el contacto con el espíritu que había vivificado y guiado a los Cátaros siete u ocho siglos antes.
A partir de 1946 viajaron en varias ocasiones al Sur de Francia en busca de las huellas que todavía quedaran del catarismo. En 1956, Jan van Rijckenborgh y Catharose de Petri conocieron a Antonin Gadal (1877-1962), quien se dio a conocer como el último patriarca de los Cátaros en una cadena de tradición que se extiende a lo largo de los siglos.
La asociación con el señor Gadal fue crucial para el desarrollo interior de Catharose de Petri y de Jan van Rijckenborgh, y por tanto de la Escuela Espiritual y sus alumnos, ya que este encuentro condujo a una estrecha unión con la herencia espiritual de la Fraternidad de los Cátaros, Orden a la que Antonin Gadal dedicó toda su vida desvelando su vertiente más espiritual y la verdad de su tergiversada y desconocida historia.
Fue con un sentimiento muy especial que Catharose de Petri redactó varios escritos en los que esclareció el trabajo espiritual de los Cátaros y su legado material e inmaterial. Catharose de Petri siempre apuntó hacia el antiguo método de total autonegación que los Cátaros llamaban “endura”, método que también es practicado por los alumnos de la Rosacruz, en el que la purificación del corazón se sitúa como condición indispensable.

## Mensajera del Cristianismo gnóstico
Con el discurrir del tiempo, Catharose de Petri llegaría a ser la más importante y cercana colaboradora del señor Jan van Rijckenborgh. Ambos dedicaron toda su vida a la construcción de la Escuela Espiritual de la Rosacruz Áurea “a partir de la nada”, como ella decía.
La fundación y dirección de una escuela espiritual con el objetivo de conducir a un grupo de buscadores al mundo del alma y del espíritu, es un cometido que tiene que basarse en un llamamiento interior. Una vocación tal fue la que experimentó Catharose de Petri a la edad de 28 años de parte de “la Orden de buena fe de la Santa Rosacruz”, como ella misma contó con posterioridad. Esta vivencia espiritual le sobrevino tras muchas consideraciones filosóficas y religiosas. A partir de entonces, supo que “la Rosacruz, en tanto que Escuela Espiritual, ha de ser dada a conocer con fuerza del espíritu a todos los que suspiran por la liberación del alma”.
La liberación del alma de su atadura al mundo de la materia perecedera es el anhelo interior al que se refiere Catharose de Petri. Este es el objetivo de una Escuela Espiritual, porque el Lectorium Rosicrucianum no es en absoluto una escuela de la personalidad y tampoco se dedica solamente al cultivo del Alma. Su meta es antes bien: unir al alma humana directamente con la Fuerza más elevada, el Espíritu de Cristo.
Servidora de la Gnosis y orientadora realista de los buscadores, su frase más característica, así como también su divisa, era: “el servicio al prójimo, en olvido de sí mismo, es el camino más seguro y alegre para llegar Dios”, lo que supuso una práctica de vida diaria en su trabajo al servicio de la Escuela Espiritual de la Rosacruz Áurea. Este lema no era solamente válido para su propia vida, sino que era un consejo que siempre repetía a los alumnos que le eran confiados.

## Continuadora de la Obra
Después del fallecimiento de Jan van Rijckenborgh, en el año 1968, Catharose de Petri continuó el trabajo emprendido por ambos. Con la ayuda de una comisión de alumnos, dirigió la nueva Escuela Internacional de la Rosacruz. En los años posteriores se desplegó un gran trabajo espiritual en unidad y, desde entonces, la Escuela Espiritual se ha extendido por numerosos países donde la renovación de vida interior es puesta en práctica del modo que Catharose de Petri esperaba y como tan ampliamente describe y aclara en sus obras. Por ello, cuando falleció en 1990, tuvo la certeza de que su trabajo sería continuado.
El Lectorium Rosicrucianum prosigue en la actualidad el trabajo comenzado por Jan van Rijckenborgh y Catharose de Petri, estando presente en los principales países de Europa, América del Norte y del Sur, Australia, Nueva Zelanda y parte de África.
Algunas de las obras son las siguientes:
- La Nueva Señal - 1993 - Editorial Fundación Rosacruz - Obra escrita por Jan van Rijckenborgh y Catharose de Petri
- La Palabra Viva - 2000 - Editorial Fundación Rosacruz
- El Camino de la Rosacruz en nuestra época - Editorial Fundación Rosacruz
- La Triple Alianza de la Luz - Editorial Fundación Rosacruz
- La Gnosis China - Editorial Fundación Rosacruz - Obra escrita por Jan van Rijckenborgh y Catharose de Petri
- El Amanecer de Acuario - Esta obra es un recopilatorio de alocuciones - Editorial Fundación Rosacruz - Obra escrita por Jan van Rijckenborgh y Catharose de Petri

## Obra literaria
Entre otras obras, Jan van Rijckenborgh y Catharose de Petri desvelaron para el hombre de nuestro tiempo varios textos herméticos y gnósticos antiguos, como el Corpus Hermeticum y los manifiestos rosacruces clásicos. Ambos autores, en sus enseñanzas filosóficas, no dejaban de consultarse el uno al otro, y su trabajo es considerado como el resultado de una ideal y armoniosa colaboración. Fruto de ello es “La Gnosis China”, en la que ambos realizaron un brillante comentario adaptado a nuestro tiempo del antiguo texto chino “Tao Te King”.
Catharose de Petri añadió, además, al legado gnóstico de la escuela espiritual transfigurística, siete publicaciones individuales. Esas obras también están totalmente sintonizadas con la Gnosis hermética y las enseñanzas de la Rosacruz moderna, y por medio de ellas se pueden extraer muchas indicaciones valiosas para la práctica de vida diaria en el camino gnóstico.